# Flowood
Flowood város az Amerikai Egyesült Államok Mississippi államában, Rankin megyében. Lakosainak száma 10 202 fő (2020. április 1.).

## Népesség
A település népességének változása:

| 2010 | 7 823  |
| 2020 | 10 202 |